# Temporada 1993 de Fórmula 3000 Internacional
La temporada 1993 de Fórmula 3000 Internacional fue la 9.ª edición de dicha categoría. Comenzó el 3 de mayo en Donington Park y finalizó en Nogaro el 10 de octubre. Olivier Panis fue el ganador del Campeonato de Pilotos.

## Escuderías y pilotos
| Escudería              | N.º | Piloto                      | Rondas   |
| ---------------------- | --- | --------------------------- | -------- |
| Crypton Engineering    | 1   | Pedro Lamy                  | Todas    |
| Crypton Engineering    | 2   | Guido Knycz                 | 1-7      |
| Crypton Engineering    | 2   | Nicolas Leboisettier        | 8-9      |
| Forti Corse            | 3   | Olivier Beretta             | Todas    |
| Forti Corse            | 4   | Pedro Diniz                 | Todas    |
| Il Barone Rampante     | 5   | Éric Angelvy                | 1-5      |
| Il Barone Rampante     | 6   | Jan Lammers                 | 1-6      |
| Il Barone Rampante     | 7   | Vittorio Zoboli             | 1-4      |
| Pacific Racing         | 8   | David Coulthard             | Todas    |
| Pacific Racing         | 9   | Michael Bartels             | 1-7      |
| Pacific Racing         | 9   | Phil Andrews                | 8-9      |
| Apomatox               | 10  | Emmanuel Collard            | Todas    |
| Apomatox               | 11  | Jean-Christophe Boullion    | Todas    |
| DAMS                   | 14  | Olivier Panis               | Todas    |
| DAMS                   | 15  | Franck Lagorce              | Todas    |
| Paul Stewart Racing    | 16  | Paul Stewart                | Todas    |
| Paul Stewart Racing    | 17  | Gil de Ferran               | Todas    |
| Vortex Motorsport      | 20  | Massimiliano Papis          | Todas    |
| Vortex Motorsport      | 21  | Paolo Delle Piane           | Todas    |
| CoBRa Motorsports      | 22  | Andrea Gilardi              | 3-6      |
| Apache Racing          | 22  | Dominic Chappell            | 8-9      |
| East Essex Racing      | 25  | Mark Albon                  | 1        |
| Durango                | 25  | Domenico Gitto              | 4-5      |
| Durango                | 25  | Severino Nardozzi           | 6-9      |
| European Technique     | 26  | Giuseppe Bugatti            | 3-7      |
| European Technique     | 26  | Constantino de Oliveira Jr. | 8-9      |
| European Technique     | 27  | Phil Andrews                | 8-9      |
| TOM'S Racing Team      | 30  | Hideki Noda                 | 1-3, 4-9 |
| Mythos Racing          | 31  | Giampiero Simoni            | Todas    |
| Mythos Racing          | 32  | Vincenzo Sospiri            | Todas    |
| Nordic Racing          | 33  | Alessandro Zampedri         | Todas    |
| Omegaland              | 35  | Yvan Muller                 | Todas    |
| Omegaland              | 36  | Jérôme Policand             | Todas    |
| PTM 3000               | 38  | Constantino de Oliveira Jr. | 1-7      |
| PTM 3000               | 39  | Phil Andrews                | 1        |
| Tom Walkinshaw Racing  | 39  | Jordi Gené                  | 4-9      |
| Mönninghoff Racing     | 40  | Antonio Tamburini           | 1-3      |
| Mönninghoff Racing     | 41  | Klaus Panchyrz              | 1-2      |
| Automotive Consultancy | 42  | Hilton Cowie                | 1-2      |
| Automotive Consultancy | 42  | Enrico Bertaggia            | 3-9      |
| Fuente:                |     |                             |          |

## Calendario
| Ronda    | Circuito                                     | País        | Fecha         |
| -------- | -------------------------------------------- | ----------- | ------------- |
| 1        | Donington Park, Leicestershire               | Reino Unido | 3 de mayo     |
| 2        | Circuito de Silverstone, Silverstone         | Reino Unido | 9 de mayo     |
| 3        | Circuito de Pau-Ville, Pau                   | Francia     | 30 de mayo    |
| 4        | Autódromo de Pergusa, Pergusa                | Italia      | 17 de julio   |
| 5        | Hockenheimring, Hockenheim                   | Alemania    | 24 de julio   |
| 6        | Nürburgring, Nürburg                         | Alemania    | 22 de agosto  |
| 7        | Circuito de Spa-Francorchamps, Francorchamps | Bélgica     | 29 de agosto  |
| 8        | Circuito de Nevers Magny-Cours, Magny-Cours  | Francia     | 3 de octubre  |
| 9        | Circuito Paul Armagnac, Nogaro               | Francia     | 10 de octubre |
| Fuentes: |                                              |             |               |

## Resultados
| Ronda   | Ronda             | Pole Position    | Vuelta rápida            | Piloto ganador  | Escudería ganadora  |
| ------- | ----------------- | ---------------- | ------------------------ | --------------- | ------------------- |
| 1       | Donington Park    | Olivier Beretta  | Gil de Ferran            | Olivier Beretta | Forti Corse         |
| 2       | Silverstone       | Gil de Ferran    | David Coulthard          | Gil de Ferran   | Paul Stewart Racing |
| 3       | Pau               | Pedro Lamy       | Olivier Panis            | Pedro Lamy      | Crypton Engineering |
| 4       | Pergusa           | Michael Bartels  | David Coulthard          | David Coulthard | Pacific Racing      |
| 5       | Hockenheim        | Pedro Lamy       | Olivier Panis            | Olivier Panis   | DAMS                |
| 6       | Nürburgring       | Olivier Panis    | Pedro Lamy               | Olivier Panis   | DAMS                |
| 7       | Spa-Francorchamps | Olivier Panis    | Pedro Lamy               | Olivier Panis   | DAMS                |
| 8       | Magny-Cours       | Emmanuel Collard | Franck Lagorce           | Franck Lagorce  | DAMS                |
| 9       | Nogaro            | Franck Lagorce   | Jean-Christophe Boullion | Franck Lagorce  | DAMS                |
| Fuente: |                   |                  |                          |                 |                     |

## Clasificaciones

### Sistema de puntuación
| Posición | 1.º | 2.º | 3.º | 4.º | 5.º | 6.º |
| Puntos   | 9   | 6   | 4   | 3   | 2   | 1   |
| Fuente:  |     |     |     |     |     |     |

### Campeonato de Pilotos
| Pos.    | Piloto                      | DON | SIL | PAU | PER | HOC | NÜR | SPA | MAG | NOG | Puntos |
| ------- | --------------------------- | --- | --- | --- | --- | --- | --- | --- | --- | --- | ------ |
| 1       | Olivier Panis               | 3   | 6   | Ret | Ret | 1   | 1   | 1   | 10† | Ret | 32     |
| 2       | Pedro Lamy                  | 2   | DNS | 1   | 8†  | 2   | 4   | 4   | 3   | 16  | 31     |
| 3       | David Coulthard             | 13† | 2   | 2   | 1   | Ret | 7   | 3   | Ret | Ret | 25     |
| 4       | Franck Lagorce              | 8   | 4   | 7   | 11  | DNS | 11  | 10  | 1   | 1   | 21     |
| 5       | Gil de Ferran               | Ret | 1   | Ret | Ret | 9†  | 2   | 2   | Ret | 7   | 21     |
| 6       | Olivier Beretta             | 1   | 10  | 4   | Ret | 4   | 5   | 13  | 9   | 4   | 20     |
| 7       | Vincenzo Sospiri            | Ret | Ret | 6   | 2   | 3   | 6   | 5   | 5   | Ret | 16     |
| 8       | Jean-Christophe Boullion    | 7   | Ret | Ret | Ret | Ret | 9   | Ret | 2   | 2   | 12     |
| 9       | Paul Stewart                | 5   | 5   | 3   | Ret | DNS | Ret | 6   | 6   | Ret | 10     |
| 10      | Massimiliano Papis          | 4   | Ret | 5   | Ret | Ret | 15  | Ret | Ret | 6   | 6      |
| 11      | Jérôme Policand             | 12  | 7   | Ret | 3   | Ret | 13  | 7   | 7†  | 18  | 4      |
| 12      | Emmanuel Collard            | 10  | Ret | Ret | 9   | Ret | 8   | 8   | Ret | 3   | 4      |
| 13      | Alessandro Zampedri         | Ret | DSQ | DNQ | Ret | Ret | 3   | Ret | Ret | 10  | 4      |
| 14      | Michael Bartels             | Ret | 3   | Ret | Ret | Ret | Ret | Ret |     |     | 4      |
| 15      | Jan Lammers                 | 9   | 9   | 10  | 4   | 7   | Ret |     |     |     | 3      |
| 16      | Nicolas Leboisettier        |     |     |     |     |     |     |     | 4   | 8   | 3      |
| 17      | Paolo Delle Piane           | Ret | 8   | Ret | Ret | 5   | Ret | 9   | Ret | Ret | 2      |
| 18      | Yvan Muller                 | Ret | Ret | Ret | Ret | Ret | Ret | 11  | Ret | 5   | 2      |
| 19      | Enrico Bertaggia            |     |     | DNQ | 5   | DNQ | 20  | Ret | Ret | 12  | 2      |
| 20      | Andrea Gilardi              |     |     | 8   | 6   | 6   | 14  |     |     |     | 2      |
| 21      | Giampiero Simoni            | 6   | Ret | Ret | Ret | Ret | 12  | Ret | Ret | 9   | 1      |
| 22      | Pedro Diniz                 | Ret | Ret | DNQ | 7   | Ret | 16  | 14  | 11  | 14  | 0      |
| 23      | Jordi Gené                  |     |     |     | Ret | 8   | 10  | 12  | Ret | Ret | 0      |
| 24      | Constantino de Oliveira Jr. | Ret | Ret | DNQ | DNQ | Ret | 17  | 17  | 8†  | 15  | 0      |
| 25      | Hideki Noda                 | Ret | 11  | 9   |     | Ret | 19  | 15  | Ret | 11  | 0      |
| 26      | Guido Knycz                 | DNQ | 13  | DNQ | 10  | Ret | 18  | 16  |     |     | 0      |
| 27      | Antonio Tamburini           | 11  | Ret | Ret |     |     |     |     |     |     | 0      |
| 28      | Vittorio Zoboli             | Ret | 12  | DNQ | Ret |     |     |     |     |     | 0      |
| 29      | Dominic Chappell            |     |     |     |     |     |     |     | 12  | Ret | 0      |
| 30      | Domenico Gitto              |     |     |     | 12  | DNQ |     |     |     |     | 0      |
| 31      | Phil Andrews                | 14  |     |     |     |     |     |     | Ret | 13  | 0      |
| 32      | Severino Nardozzi           |     |     |     |     |     | DNQ | 18  | Ret | 17  | 0      |
| NC      | Klaus Panchyrz              | DNQ | NC  |     |     |     |     |     |     |     | 0      |
| NC      | Giuseppe Bugatti            |     |     | Ret | Ret | Ret | Ret | Ret |     |     | 0      |
| NC      | Éric Angelvy                | Ret | Ret | Ret | DNQ | Ret |     |     |     |     | 0      |
| NC      | Mark Albon                  | Ret |     |     |     |     |     |     |     |     | 0      |
| NC      | Hilton Cowie                | DNQ | DNQ |     |     |     |     |     |     |     | 0      |
| Pos.    | Piloto                      | DON | SIL | PAU | PER | HOC | NÜR | SPA | MAG | NOG | Puntos |
| Fuente: |                             |     |     |     |     |     |     |     |     |     |        |

| Color     | Resultado                                                               |
| --------- | ----------------------------------------------------------------------- |
| Oro       | Ganador                                                                 |
| Plata     | 2.ª plaza                                                               |
| Bronce    | 3.ª plaza                                                               |
| Verde     | Finalizó en los puntos                                                  |
| Azul      | Finalizó sin puntos                                                     |
| Azul      | NC - No clasificado                                                     |
| Violeta   | Ret - No terminó (Carrera)                                              |
| Rojo      | DNQ - No se clasificó                                                   |
| Negro     | DSQ - Descalificado                                                     |
| Blanco    | DNS - No empezó (carrera)                                               |
| Blanco    | WD - Retirado (fin de semana)                                           |
| Blanco    | C - Carrera cancelada                                                   |
| Sin color | DNP - Inscrito pero no participó                                        |
| Sin color | INJ - Lesionado                                                         |
| Sin color | EX - Excluido                                                           |
| Estado    | Resultado                                                               |
| Negrita   | Pole position                                                           |
| Cursiva   | Vuelta rápida                                                           |
| †         | Abandona, pero clasifica al completar el porcentaje requerido para ello |